# Saint Dominic's Preview
Albums de Van Morrison
Tupelo Honey
(1971) Hard Nose the Highway
(1973)
Saint Dominic's Preview est le sixième album studio de Van Morrison sorti en juillet 1972.
Van Morrison n'a pas caché sa relative déception quant à son précédent album Tupelo Honey, lui reprochant essentiellement son manque d'actualité : selon lui, ces chansons ne reflétaient pas ses préoccupations d'alors, ce à quoi l'on pourrait imputer un vague défaut d'implication du chanteur. La réaction ne se fera pas attendre, et Morrison redresse immédiatement la barre en livrant neuf mois plus tard Saint Dominic's Preview, un nouvel album plus frais pourvu d'une thématique plus riche que jamais, bien éloignée de la simple évocation d'un bonheur conjugal en pleine campagne de Tupelo Honey ou même de la joie de vivre en général qui illuminait tous ses disques depuis Moondance.
Cette nouvelle direction a été dictée par l'intérêt naissant de Van Morrison pour les civilisations anciennes et le passé en général. Afin de plonger ses auditeurs dans des atmosphères fantaisistes ou bien surréalistes, il enrichit ses textes de multiples références d'ordres divers, instituant un genre de mythologie personnelle qu'il étoffera d'années en années. Dans Listen To The Lion par exemple, le chanteur évoque l'odyssée des Vikings, qui naviguèrent depuis le Danemark jusqu'aux États-Unis en passant par l'Écosse en quête d'une terre d'accueil. La chanson Saint Dominic's Preview aborde le sujet délicat de la situation contemporaine de l'Irlande du Nord, son pays d'origine tiraillé par des rivalités religieuses qui débouchent parfois sur de violents affrontements, et où il a cessé de vivre depuis cinq ans. D'autre part il fait mention pour la première fois d'un écrivain, en l'occurrence James Joyce, et manifeste de l'intérêt pour les chanteurs des générations précédentes comme Hank Williams, Édith Piaf et Jackie Wilson qu'il cite, ou bien encore Ray Charles dont il s'inspire respectueusement pour la chanson I Will Be There.
Par ailleurs, la vision musicale de Van Morrison évolue et le rôle du chant est plus particulièrement repensé, faisant écho à une profonde exploration des ressources de la voix humaine en général, et plus particulièrement de la sienne. La présence de choristes n'est pas un élément nouveau dans sa musique, loin de là, mais l'utilisation d'un chœur masculin sur Listen To The Lion est un événement notable. De plus, il pratique le scat dans trois des chansons du disque, imitant même un rugissement dans cette dernière. Enfin, il improvise à la voix tout en se doublant avec sa guitare selon le même principe que George Benson (mais avec un résultat complètement différent) pendant l'introduction de Almost Independence Day.
L'imposant nombre de musiciens jouant dans ce disque s'explique par la variété des styles abordés et en conséquence l'intervention d'un groupe différent sur chaque chanson. D'une certaine façon, cet album est un amalgame de tous les aspects de la musique que Morrison a abordés depuis Astral Weeks. On retrouve ainsi le country rock de Tupelo Honey sur Saint Dominic's Preview, le mélange soul/rhythm and blues de His Band and the Street Choir sur Jackie Wilson Said (I'm In Heaven When You Smile), et les longues transes d'Astral Weeks sur Listen To The Lion ou Almost Independence Day.
À la fois bilan musical et ouverture vers de nouveaux horizons sur les plans des textes et du chant, ce disque est véritablement une œuvre charnière dans la carrière de Van Morrison, qui mérite toute l'attention d'un quelconque amateur du chanteur.
Commentaire de Van Morrison : "L'album a été un peu bâclé à cause des contraintes de temps en studio et d'autres choses du même genre. Mais j'ai toujours pensé que c'était un bon album. Il y a beaucoup de bonnes chansons dessus."
Saint Dominic's Preview a atteint la 15e place du classement des ventes de disques américain, ce qui constitue le meilleur accueil jamais réservé à un album de Morrison jusqu'alors. Les simples qui en ont été extraits sont :
Jackie Wilson Said (I'm In Heaven When You Smile) (61 US), Redwood Tree (98 US) et Gypsy.

## Musiciens
- Van Morrison - chant, guitares acoustique, rythmique et 12 cordes, chœurs sur Listen to the Lion
- Doug Messenger : guitare acoustique, rythmique et 12 cordes
- Ronnie Montrose - guitare acoustique, chœurs sur Listen to the Lion
- John McFee - guitare pedal steel sur Saint Dominic's Preview
- Bill Church - basse
- Leroy Vinnegar - contrebasse sur Almost Independence Day
- Mark Jordan - piano sur Listen to the Lion
- Tom Salisbury - piano, orgue
- Mark Naftalin - piano, synthétiseur Moog
- Bernie Krause - synthétiseur Moog sur Almost Independence Day
- Jack Schroer - saxophones alto et baryton
- Jules Broussard - saxophone ténor, flûte
- Pat O'Hara - trombone sur Saint Dominic's Preview et Gypsy
- Janet Planet - chœurs
- Ellen Schroer - chœurs
- Mark Springer - chœurs sur Saint Dominic's Preview et Redwood Tree
- Connie Kay - batterie sur Listen to the Lion
- Lee Charlton - batterie sur Almost Independence Day
- Rick Schlosser - batterie sauf sur Listen to the Lion et Almost Independence Day
- Gary Malaber - percussions, vibraphone

- Arrangements de "I Will Be There", "Saint Dominic's Preview" et "Redwood Tree" : Tom Salisbury

Produit et composé dans sa totalité par Van Morrison, sauf "Gypsy", "Listen to the Lion", "Saint Dominic's Preview" et "Almost Independence Day" produites par Van Morrison et Ted Templeman.

## Titres
Toutes les chansons sont écrites par Van Morrison
| Saint Dominic's Preview | Saint Dominic's Preview                           | Saint Dominic's Preview | Saint Dominic's Preview | Saint Dominic's Preview | Saint Dominic's Preview | Saint Dominic's Preview | Saint Dominic's Preview | Saint Dominic's Preview | Saint Dominic's Preview |
| No                      | Titre                                             | Durée                   |                         |                         |                         |                         |                         |                         |                         |
| ----------------------- | ------------------------------------------------- | ----------------------- | ----------------------- | ----------------------- | ----------------------- | ----------------------- | ----------------------- | ----------------------- | ----------------------- |
| 1.                      | Jackie Wilson Said (I'm in Heaven When You Smile) | 2:56                    |                         |                         |                         |                         |                         |                         |                         |
| 2.                      | Gypsy                                             | 4:35                    |                         |                         |                         |                         |                         |                         |                         |
| 3.                      | I Will Be There                                   | 3:03                    |                         |                         |                         |                         |                         |                         |                         |
| 4.                      | Listen to the Lion                                | 11:08                   |                         |                         |                         |                         |                         |                         |                         |
| 5.                      | Saint Dominic's Preview                           | 6:30                    |                         |                         |                         |                         |                         |                         |                         |
| 6.                      | Redwood Tree                                      | 3:01                    |                         |                         |                         |                         |                         |                         |                         |
| 7.                      | Almost Independence Day                           | 10:03                   |                         |                         |                         |                         |                         |                         |                         |
| 41:12                   |                                                   |                         |                         |                         |                         |                         |                         |                         |                         |

## Sources
- (en) Johnny Rogan, Van Morrison : No Surrender, Londres, Vintage Book, 2006, 643 p. (ISBN 9780099431831).
- (en) Peter Wrench, Saint Dominic's Flashback : Van Morrison's Classic Album, Forty years on, FeedARead.com Publishing, 2012, 176 p. (ISBN 978-1781768600).